# Választások 2015-ben
További választási listákat lásd: 2010 • 2011 • 2012 • 2013 • 2014 • 2016
Ez az oldal a 2015-ben lebonyolított elnök- és országgyűlési választásokat, illetve egyéb, politikai jellegű népszavazásokat sorolja fel a világ minden országában, teljességre törekedve.

## Január
- január 4. – Parlamenti választás Üzbegisztánban.
- január 8. – Elnökválasztás Srí Lankán.
- január 11. – Elnökválasztás Horvátországban.
- január 20. – Elnökválasztás Zambiában.
- január 25.
  - Parlamenti választás Görögországban.
  - Az országgyűlési választás első fordulója a Comore-szigeteken.

## Február
- február 7. – Népszavazás Szlovákiában.
- február 16. – Országgyűlési választás Saint Kitts és Nevisen.
- február 18. –  Az elnökválasztás negyedik fordulója Görögországban.
- február 22.
  - Időközi országgyűlési választás Veszprémen.
  - Az országgyűlési választás második fordulója a Comore-szigeteken.
- február 28. – Országgyűlési választás Lesothóban.

## Március
- március 1.
  - Tanácsi választás Andorrában.
  - Parlamenti választás Észtországban.
  - Képviselőházi választás Tadzsikisztánban.
  - Parlamenti választás Salvadorban.
- március 3. – Kongresszusi választás Mikronéziában.
- március 8. – Népszavazás Svájcban.
- március 17. – Képviselőházi választás Izraelben.
- március 22. – Parlamenti választás Andalúziában.
- március 28. – Kongresszusi és elnökválasztás Nigériában.
- március 29. – Elnökválasztás Üzbegisztánban.
- március 31. – Képviselőházi választás Tuvalun.

## Április
- április 11. – Népszavazás Máltán.
- április 12. – Időközi országgyűlési választás Tapolcán.
- április 13. – Országgyűlési és elnökválasztás Szudánban.
- április 19. – Parlamenti választás Finnországban.
- április 22. – Képviselőházi választás Anguillán.
- április 25. – Elnökválasztás Togóban.
- április 26.
  - Elnökválasztás Kazahsztánban.
  - Országgyűlési választás Beninben.

## Május
- május 7. – Parlamenti választás az Egyesült Királyságban.
- május 10. – Az elnökválasztás első fordulója Lengyelországban.
- május 11. – Országgyűlési választás Guyanában.
- május 22. – Népszavazás Írországban.
- május 24.
  - Az elnökválasztás második fordulója Lengyelországban.
  - Képviselőházi választás Etiópiában.
- május 25. – Országgyűlési választás Suriname-ban

## Június
- június 7.
  - Parlamenti választás Mexikóban.
  - Parlamenti választás Törökországban.
  - Népszavazás Luxembourgban.
- június 8. – Képviselőházi választás a Brit Virgin-szigeteken.
- június 14. – Népszavazás Svájcban.
- június 18. – Parlamenti választás Dániában.
- június 29. – Országgyűlési választás Burundiban.

## Július
- július 5. – Népszavazás Görögországban.
- július 21. – Elnökválasztás Burundiban.
- július 24. – Szenátusi választás Burundiban.

## Augusztus
- augusztus 9. – Kongresszusi választások Haitin.
- augusztus 17. – Parlamenti választás Srí Lankán.

## Szeptember
- szeptember 1. – Parlamenti választás Feröeren.
- szeptember 6.
  - Kongresszusi és elnökválasztás Guatemalában.
  - Népszavazás Lengyelországban.
- szeptember 7. – Képviselőházi választás Trinidad és Tobagón.
- szeptember 11. – Parlamenti választás Szingapúrban.
- szeptember 20. – Parlamenti választás Görögországban.
- szeptember 27. – Parlamenti választás Katalóniában.

## Október
- október 3. – Szövetségi tanácsi választás az Egyesült Arab Emírségekben.
- október 4.
  - Országgyűlési választás Portugáliában.
  - Parlamenti választás Kirgizisztánban.
- október 11.
  - Elnökválasztás Fehéroroszországban.
  - Elnökválasztás Guineában.
- október 18.
  - Szövetségi gyűlési választások Svájcban.
  - Országgyűlési választás Egyiptomban.
- október 19. – Képviselőházi választás Kanadában.
- október 25.
  - Az elnökválasztás első fordulója és kongresszusi választások Argentínában.
  - Elnökválasztás és kongresszusi választás Haitin.
  - Parlamenti választás Lengyelországban.
  - Országgyűlési választás Ománban.
  - Népszavazás Kongóban.
  - Elnökválasztás Elefántcsontparton.
  - Elnökválasztás Guatemalában.
  - Országgyűlési és elnökválasztás Tanzániában.

## November
- november 1.
  - Országgyűlési választás Azerbajdzsánban.
  - Parlamenti választás Törökországban.
- november 4. – Képviselőházi választás Belize-ben.
- november 8.
  - Kongresszusi választás Mianmarban.
  - Országgyűlési választás Horvátországban.
- november 16. – Parlamenti választás a Marshall-szigeteken.
- november 22.
  - Országgyűlési választás Egyiptomban.
  - Az elnökválasztás második fordulója Argentínában.
- november 26. – Parlamenti választás Gibraltárban.
- november 29. – Országgyűlési és elnökválasztás Burkina Fasóban.

## December
- december 3.
  - Az elnökválasztás első fordulója a Seychelle-szigeteken.
  - Népszavazás Dániában.
- december 6.
  - Országgyűlési választás Venezuelában.
  - Népszavazás Örményországban.
- december 9. – Országgyűlési választás a Saint Vincent és a Grenadine-szigeteken.
- december 13. – Népszavazás a Közép-afrikai Köztársaságban.
- december 16. – Az elnökválasztás második fordulója a Seychelle-szigeteken.
- december 18. – Népszavazás Ruandában.
- december 20. – Kongresszusi választások Spanyolországban.
- december 30.
  - Képviselőházi választás Kiribati-on.
  - Országgyűlési és elnökválasztás a Közép-afrikai Köztársaságban.